# میدان نفتی لب سفید
میدان نفتی لب سفید از میدان‌های نفتی ایران است، که در استان خوزستان، در فاصله ۴۰ کیلومتری از شمال‌شرقی دزفول در بخش شهیون واقع سده است. این میدان با میدان نفتی قلعه‌نار و میدان نفتی کبود همجوار است. هم‌اکنون ظرفیت تولید نفت خام این میدان به‌طور متوسط معادل ۲۷ هزار بشکه در روز می‌باشد.
میدان لب سفید در سال ۱۳۴۷ توسط شرکت اکتشاف و تولید نفت ایران کشف شد و تولید نفت از مخزن آسماری آن، از سال ۱۳۵۲ آغاز گردید. از سال ۱۳۶۲ تزریق گاز در مخزن آسماری میدان لب‌سفید آغاز گردید. بالاترین آمار تولید روزانه از میدان لب‌سفید به سال ۱۳۷۲ و سقف تولید ۴۵ هزار بشکه در روز بازمی‌گردد. میدان نفتی لب سفید از میدان‌های تحت مدیریت شرکت ملی مناطق نفت‌خیز جنوب است، که عملیات تولید از آن توسط شرکت بهره‌برداری نفت و گاز مسجدسلیمان انجام می‌گیرد.